# Beleriand
Beleriand var ifølge J. R. R. Tolkien en region i det nordvestlige Midgård i den første alder. Oprindeligt hørte navnet kun til området omkring Balarbugten, men med tiden kom det til at gælde hele landet. Beleriand var oprindeligt beboet af elvere og senere altså også mennesker.
I vest og syd var der lange strande ud til den store sø Belegaer, mod nord var højlandsregionerne Hithlum, Dorthonion og Himrings bakker, mod øst lå Ered Luin der næsten nåede ud til havet. Landet Nevrast i nordvest blev til tider betragtet som en del af Beleriand.
- Wikimedia Commons har flere filer relateret til Beleriand

| Fiktion | Spire Denne artikel om en historie eller noget fiktivt er en spire som bør udbygges. Du er velkommen til at hjælpe Wikipedia ved at udvide den. |